# Cyaniris postacis
Cyaniris postacis är en fjärilsart som beskrevs av Ruggero Verity 1943. Cyaniris postacis ingår i släktet Cyaniris och familjen juvelvingar. Inga underarter finns listade i Catalogue of Life.